# Саша Мирковић
Саша Мирковић (Бор, 7. септембар 1972) српски је предузетник, музички продуцент и менаџер. Оснивач је и власник предузећа Hype Production. Био је шеф тима представника Србије на Песми Евровизије 2007. када је победу однела представница Србије Марија Шерифовић.

## Биографија
Рођен је 7. септембра 1972. у Бору, у тадашњој Социјалистичкој Републици Србији. Основну, средњу и нижу музичку школу је завршио у родном граду, а потом Правни факултет Универзитета у Београду и Правни факултет Универзитета у Новом Саду. Магистрирао је на Саобраћајном факултету Универзитета у Београду. Одмах по завршетку студија започео је рад као естрадни менаџер.
Године 2005. основао је продуцентску кућу Беотон, која се бави музичком и ТВ продукцијом. Током 2006. са Леонтином Вукомановић основао је дечји музички фестивал Чаролија. Године 2020. са Сашом ел Хамедом основао је предузеће Hype Production и истоимену телевизију.
У Народном позоришту, 21. маја 2025. године Саша Мирковић је примио престижну награду “Златни беочуг” за трајни допринос култури Београда. Ова награда је једно од најзначајнијих признања у области културе у Београду, које од 1970. године додељује Културно-просветна заједница Београда.

## Судски процеси
Саша Мирковић је са Миленом Трајковић ухапшен због сумње да је злоупотребио службени положај док је председавао Скупштином града Зајечара и на тај начин оштетио буџет за 13,9 милиона динара. Пријаву због набавке пакетића раније је против Мирковића поднео Бошко Ничић, садашњи градоначелник Зајечара. По налогу Основног јавног тужилаштва у Зајечару припадници Министарства унутрашњих послова (МУП) су 11. септембра 2017. ухапсили Сашу Мирковића и Милену Трајковић, као бивша одговорна лица градске власти у Зајечару. Као водећа личност Српске напредне странке (СНС) у овом граду 2013. године, Мирковић је на ванредним локалним изборима био кандидат за градоначелника, а на место председника Скупштине дошао је након избора, у јулу исте године. Мирковић је осумњичен да је злоупотребио службени положај тако што је наложио Милени Трајковић, бившем шефу кабинета градоначелника Зајечара, да у периоду од септембра до децембра 2013. године изврши набавку робе, без спровођења Закона о јавним набавкама. Тиме је посредовао да Градска управа од фирме OFY Company из Београда изврши набавку вредности од више од 13,9 милиона динара.
Против Саше Мирковића као бившег одговорног лица Града Зајечара, као и Д.П. и А.В. бивших одговорних лица у ФК Тимок из Зајечара, поднета је и кривична пријава Вишем јавном тужилаштву у Зајечару, због сумње да су злоупотребили положај одговорног лица. Они су осумњичени да су у периоду од августа 2013. до фебруара 2015. године, са намером стицања противправне имовинске користи за Тимочку ТВ и радио, искоришћавањем свог положаја у ФК Тимок закључили штетан уговор о пословној сарадњи, на основу којег је клуб сукцесивно уплатио нешто више од 20,9 милиона динара Тимочкој ТВ и радију за пренос утакмица и медијско промовисање. Део овог новца у износу од 1,8 милиона динара одмах је пребачен на рачун фирме Беотон Р из Бора чији је власник Саша Мирковић. Осумњичени су на тај начин оштетили фудбалски клуб и прибавили имовинску корист Тимочкој ТВ и радију и фирми Беотон Р. Овакви наводи из саопштења МУП-а садрже делове кривичне пријаве коју је Бошко Ничић заједно са 2.110 грађана поднео док је био у опозицији, у априлу 2015. године. Након што је постао градоначелник, Ничић је крајем јуна 2017. поднео пријаву за злоупотребе у набавци новогодишњих пакетића 2013.
Због проневере буџета за новогодишње пакетиће, Саша Мирковић је осуђен на годину дана затвора, а Милена Трајковић на осам месеци затвора и три године условне казне. Пресуду је донело Основни суд у Зајечару 2017. године, а затим је Виши суд у Зајечару потврдило ту пресуду 2019. године.

## Дела
- Молитва за патриоте — Како сам са Маријом Шерифовић освојио Европу (2021)